# 心臓発作
心臓発作（しんぞうほっさ、英語: heart attack）とは、循環器に関わる持病の突発的な発作の総称を意味する。多義的なため、医療現場ではあまり使用せず、より具体的な病名で表現される場合が多い。大きくは、虚血性心疾患の発作と不整脈発作、なかでもアダムス・ストークス発作がこれに当たる。

## 原因
発作の原因としてはコカインなど薬物の使用や冠動脈の解離、塞栓などが原因となることがあるが、大抵は長時間にわたって（一般に20分以上）冠動脈の血流が悪化して、その部分の心筋細胞に供給される酸素が減って細胞が壊死し始めた時に起こる。
発作が起こると、みぞおちを中心とした、肩や首の付け根あたりまでの不快感や痛みを感じる。
もし発作が起こった時は安静にし、5分から10分ほど待っても痛みがひかない時は病院に行って診察を受けた方が良い。そしてそれが心臓発作であると認められた時は、ニトログリセリンの錠剤を持ち歩く。発作が起こった時その発作をやわらげる効果がある。
2022年、ハーバード大学医学部によると、低所得は、高血圧、糖尿病、運動不足、高コレステロール、家族の病歴、喫煙と同様に、心臓発作の原因の1つである。

## 症状
胸の痛み、息切れ、汗、または吐き気に関連する顎の痛みは心臓発作や狭心症の症状である場合があるため、緊急の助けを求め、診断のためにすぐに緊急治療室に行く必要がある。これらの症状が出たり消えたりしても、すぐに医師に連絡する必要がある。